# La curiosidad
"La Curiosidad"  (em português:  "A Curiosidade") é uma canção do artista musical colombiano Maluma. A música é tirada da mixtape PB.DB The Mixtape. Foi lançado como o segundo single de Mixtape em 27 de janeiro de 2014, pela Sony Music Colombia. A música atingiu o pico no número 37 no quadro Billboard Latin Pop Songs e no número 48 no Billboard Hot Latin Songs.

## Videoclipe
O videoclipe de "La Curiosidad" estreou em 5 de maio de 2014 na conta Vevo do Maluma no YouTube. Foi filmado em Miami, Florida e foi dirigido pela Luieville & Company. O videoclipe até agora ultrapassou mais de 230 milhões de visualizações no YouTube.

## Desempenho nas paradas musicais

### Paradas semanais
| Chart (2015)                                 | Maior posição |
| -------------------------------------------- | ------------- |
| Estados Unidos (Billboard Latin Pop Airplay) | 37            |
| Estados Unidos (Billboard Hot Latin Songs)   | 48            |